# Photinus juarezae
Photinus juarezae là một loài bọ cánh cứng trong họ Đom đóm (Lampyridae). Loài này được Caballero miêu tả khoa học năm 1996.